# 蜂須賀至鎮
蜂須賀 至鎮（はちすか よししげ）は、安土桃山時代から江戸時代前期にかけての武将、大名。阿波国徳島藩の初代藩主。

## 経歴
天正14年（1586年）、蜂須賀家政の長男として誕生。母は生駒家長の娘・慈光院。はじめ父と共に、豊臣秀吉の家臣として仕えた。
秀吉の死後、慶長5年（1600年）、徳川家康の養女で小笠原秀政の娘・氏姫（万姫・お虎、敬台院～家康にとって曾孫にあたる）を娶る。そのことから、同年の関ヶ原の戦いにおいて、秀吉の股肱の臣であった父・家政は病を理由に在国する中、至鎮は東軍に与して関ヶ原本戦に参加した。戦後、その功績により家康から所領を安堵されると共に、剃髪した父から家督を譲られ、阿波国徳島藩の藩主となった。慶長8年（1603年）3月25日、豊臣姓を下賜され、豊臣豊雄名義にて従四位下阿波守に叙任。
大坂の陣では徳川方として参戦し、武功を立てている。
慶長20年（1615年）1月11日、松平姓の家名を将軍家より下賜され、同年閏6月4日、淡路国も加増され、25万7000石の所領となる。内政においては御壁書二十三箇条を制定し、撫養塩田の開発や非常時の食料の確保に努めるなど、名君として慕われた。
病弱であったとされ、元和6年（1620年）に父に先立って死去した。享年35。法名は峻徳院殿前阿州太守四品心嶽義傳大居士。
跡を長男・忠英が継いだ。

## 逸話
名君として知られる至鎮には、虚実の程は不明だが、多くの聡明さを示す逸話が残っている。
- 至鎮は、奥に控えて手持ち無沙汰になりがちの外出時のお供の役目に対し、家来を待たせることを嫌い、「町で遊んでこい」と言って自分の懐から小金を与えたため、金目当てに若い武士がこぞってついて行きたがった。これを知った他の領主は至鎮の人心掌握術に感心し、真似をするようになったという。
- 至鎮は多くの書を読み、民や部下を大事にした。また力を入れた事業に、後の藩政の礎となる藍の生産があり、藩を支える吉野川治水事業と塩田開発を率先して行った。特に晩年の吉野川の治水事業には自ら書を持ち、指揮を取ったという。
- 至鎮は病弱ではあったが、関ヶ原の戦いにおいて、消極的だった父・家政を叱責し、素早く家康に馳せ参じ武功を多く挙げた。大坂の陣においても、西軍参加を促す密書に応じて大坂入城を志そうとする父を説得し、家康に密書を提出させるに至り、自身は木津川口の戦い・博労淵の戦いなどで多くの武功を挙げた。

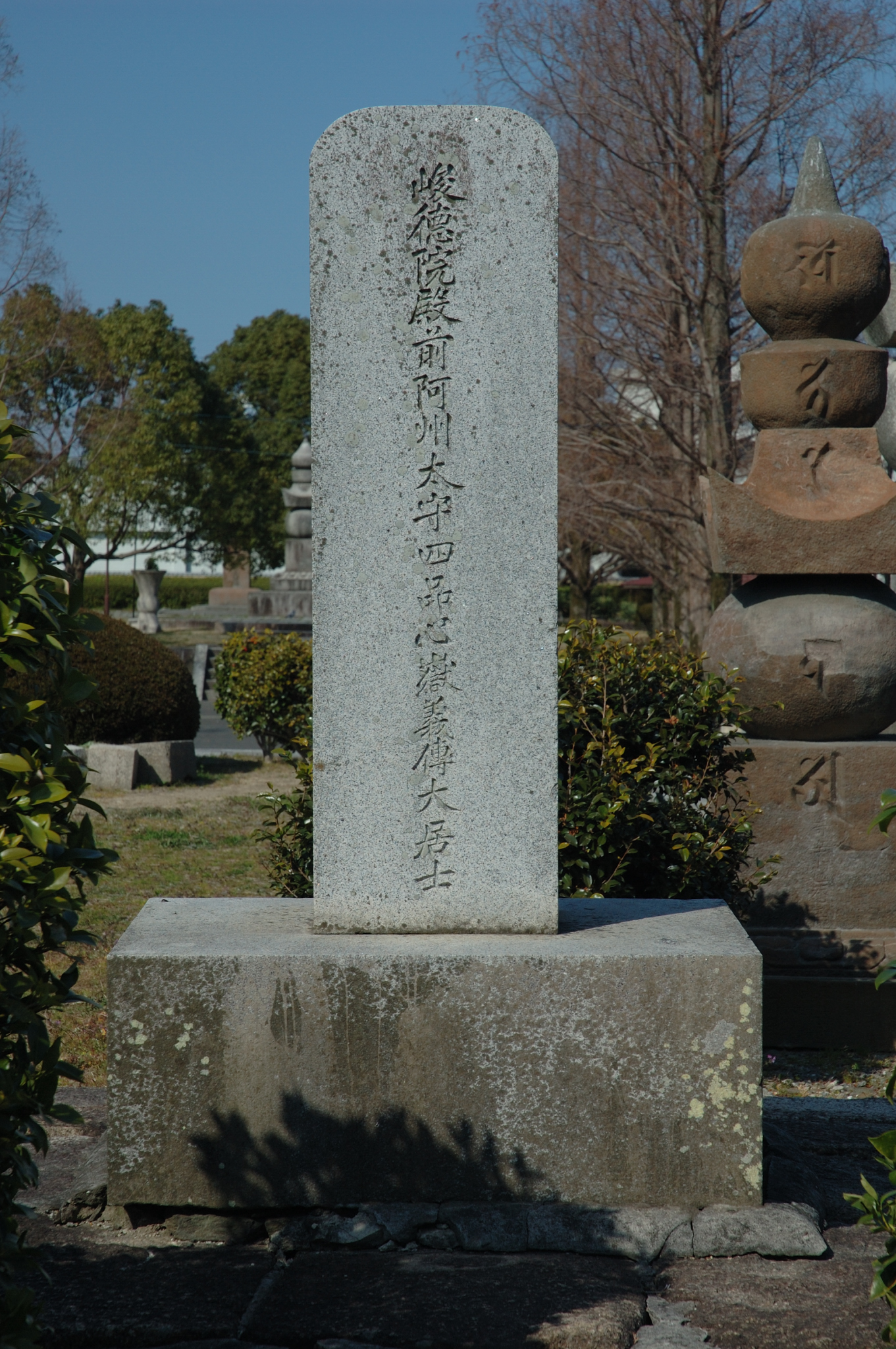
至鎮墓碑（興源寺）

## 系譜
- 父：蜂須賀家政（1558-1639）
- 母：慈光院（1563-1606） - ヒメ、生駒家長の娘
- 正室：敬台院（1592-1666） - 万姫、氏姫、徳川家康の養女、小笠原秀政の長女
  - 長女：三保姫（1603-1632） - 阿波御前、芳春院、池田忠雄正室
  - 長男：蜂須賀忠英（1611-1652）
  - 女子：正徳院（1614-1683） - 萬、万、水野成貞正室

## 関連文献
- 『峻徳公略伝』蜂須賀家、1919年。 NCID BA46911815。